# 比塞苏克吕绍
比塞苏克吕绍（法語：Bissey-sous-Cruchaud，法語發音：[bisɛ su kʁyʃo]）是法国索恩-卢瓦尔省的一个市镇，属于索恩河畔沙隆区。

## 地理
比塞苏克吕绍（46°43'54"N, 4°41'2"E）面积11.22 平方千米，位于法国勃艮第-弗朗什-孔泰大區索恩-卢瓦尔省，该省份为法国中部省份，北起顺时针与科多尔省、汝拉省、安省、罗讷省、卢瓦尔省、阿列省和涅夫勒省接壤。
与比塞苏克吕绍接壤的市镇（或旧市镇、城区）包括：格朗日、蒙塔尼莱比克西、比克西、莫罗日、罗塞、圣埃莱娜、萨桑日。

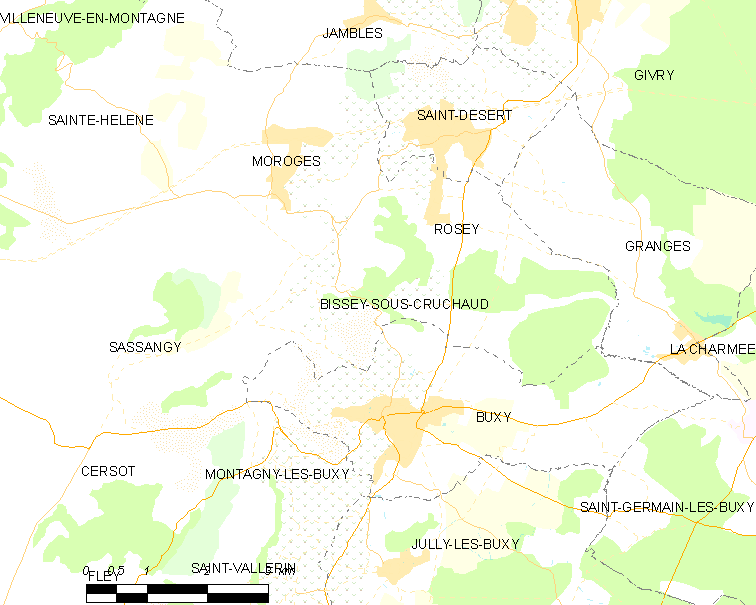
比塞苏克吕绍的OSM定位图

比塞苏克吕绍的时区为UTC+01:00、UTC+02:00（夏令时）。

## 行政
比塞苏克吕绍的邮政编码为71390，INSEE市镇编码为71034。

## 政治
比塞苏克吕绍所属的省级选区为日夫里县。

## 人口

1962-2008年间比塞苏克吕绍人口变化图示

比塞苏克吕绍于2022年1月1日时的人口数量为333人。